# Caesalpinia glandulosa
Caesalpinia glandulosa är en ärtväxtart som beskrevs av Dc. Caesalpinia glandulosa ingår i släktet Caesalpinia och familjen ärtväxter. Inga underarter finns listade i Catalogue of Life.